# Continentais (gangue)
Os Continentais ( em chinês:  大陸幣 ) eram uma gangue de rua americana chinesa que era proeminente na Chinatown Nova Iorque no início dos anos 1960.

## Origens
Os Continentais foram criados em 1961 por estudantes do ensino médio da ABC (American Born Chinese) ,ou seja, Chineses nascidos nos Estados Unidos para auto-preservação para proteger estudantes chineses de ataques a outros grupos étnicos, como porto-riquenhos, brancos, italianos e afro-americanos.  Por exemplo foram as gangues afro-americanas formam os Smith Projects, onde um continental se lembra quando costumava passar, jogava fraldas sujas pela janela e o chamava de chinês.  Os Continentaisl foram a primeira gangue ABCs (American Born Chinese) criada em Chinatown Manhattan .    No início dos anos sessenta, vários clubes de "juk tuk" começaram a aparecer.  Em primeiro lugar estavam os Continentais, um bando que passava boa parte do tempo olhando para o espelho, praticando apertos de mão complexos. A gangue obteve o nome de rasgão de insígnia dos carros da Lincoln Continental.

## História Criminosa
Antes da lei de imigração, em 1965, a única gangue de rua chinesa ativa era os Continentais.  Há crimes em sua maioria não-violentos, em sua maioria vandalismo, mas nunca teve uma reputação de crimes violentos ou um propósito de fazer dinheiro .  A incapacidade dos continentais de entrar em contato com uma fêmea também diminuiu seu status dentro da comunidade, deixando a gangue ativa por apenas 3 anos.

## Filiação
Os Continentals eram uma gangue grande com até 100 membros. Depois de algum tempo eles tiveram problemas para recrutar devido à pequena quantidade de chineses nativos. Onde como novas gangues, como o White Eagles e Chung Yee, onde ele é capaz de recrutar novos membros, como imigrantes de Hong Kong e China continental.

## Legado
Os Continentais se lembrarão como membros que, como gangues, tinham uma relação de não-violência com a comunidade em comparação com as gangues que se seguiram.  Por exemplo, um ex-membro se tornou um assistente social Chinatown que costumava ser um ex-continental para tentar fazer uma trégua com as gangues Chinatown para que eles pudessem obter um subsídio do governo que tentou desistir de seus maus caminhos e conseguir empregos decentes que por acaso eram um golpe para com o governo federal em conceder dinheiro.  Eles serão lembrados foi criado para combater outras gangues étnicas e racismo do seu tempo.  No final dos anos 60 com a lei de imigração de 1965, novas gangues começaram a se fundir em Chinatown, sucedendo o legado deixado pelos Continentais e sabendo por menos violência em comparação às novas gangues que viriam como as Ghost Shadows e Flying Dragons, que eram extremamente mais violento e tinha como objetivo principal a extorsão .